# Blízko nebe
Blízko nebe (Close to Heaven) je česká komedie z roku 2005.
Jedná se o první český „evropský“ film, s mezinárodním obsazením, etnickou hudbou a univerzálním tématem. Hraje v něm černošská muzika, mluví se anglicky a kouří tráva. Příběh o lásce k bílé dívce vyprávěný očima mladého Afričana žijícího se svou rodinou v hotelu „Blízko nebe“. Tragikomické vyprávění hlavního hrdiny Samuela propletené s příhodami ostatních obyvatel hotelu. Bez zbytečného moralizování jsou zde dotčena témata rasismu a netolerance, která jsou ale vyvážena celkovým optimistickým vyzněním příběhu.

## Základní údaje
- Režie: Dan Svátek
- Hrají:
  - Go Go Jean Michel Francis
  - Tuva Novotny
  - Curtis Jones
  - Ivo Niederle
  - Rudolf Pellar
  - Lucia Lužinská
  - Miroslav Táborský
  - Karel Heřmánek
  - Chantal Poullain-Polívková
  - Arnošt Goldflam